# New Bongaigaon Railway Colony
New Bongaigaon Railway Colony è una suddivisione dell'India, classificata come census town, di 15.847 abitanti, situata nel distretto di Bongaigaon, nello stato federato dell'Assam. In base al numero di abitanti la città rientra nella classe IV (da 10.000 a 19.999 persone).

## Società

### Evoluzione demografica
Al censimento del 2001 la popolazione di New Bongaigaon Railway Colony assommava a 15.847 persone, delle quali 8.569 maschi e 7.278 femmine. I bambini di età inferiore o uguale ai sei anni assommavano a 1.561, dei quali 833 maschi e 728 femmine. Infine, coloro che erano in grado di saper almeno leggere e scrivere erano 12.163, dei quali 7.051 maschi e 5.112 femmine.